# Statua Wolności

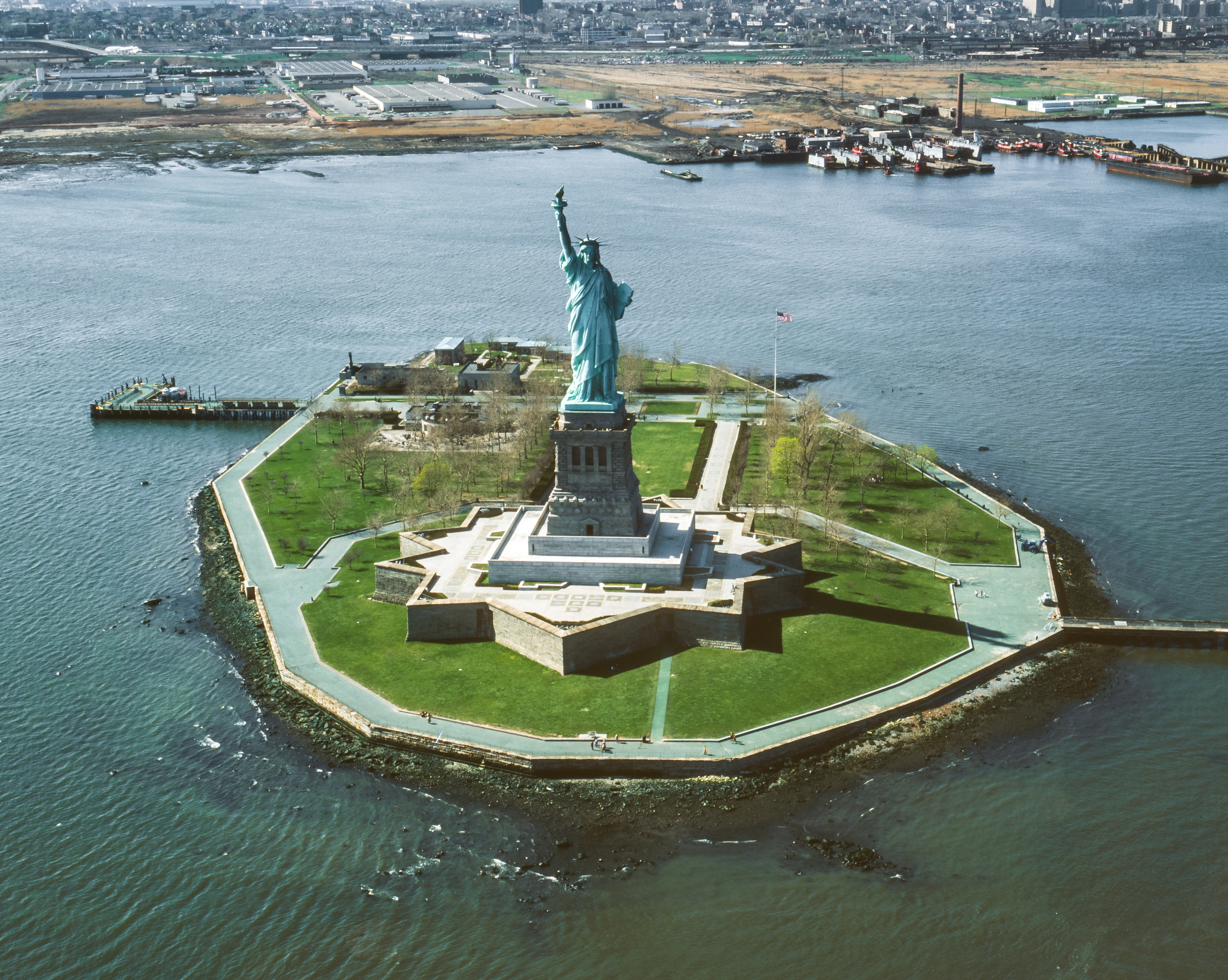
Statua Wolności, gwiaździsty fort Wood i Liberty Island

Statua Wolności (ang. Statue of Liberty), właściwie Wolność Opromieniająca Świat (ang. Liberty Enlightening the World, fr. La liberté éclairant le monde) – posąg na wyspie Liberty Island u ujścia rzeki Hudson do Oceanu Atlantyckiego w regionie metropolitalnym Nowego Jorku, nieoficjalny symbol wolności, Nowego Jorku i Stanów Zjednoczonych. Wyspa Liberty wraz z wyspą Ellis stanowi kompleks będący własnością federalną i zarządzany przez National Park Service. Administracyjnie należy do stanu Nowy Jork.
Monumentalna, neoklasycystyczna statua została wzniesiona w latach 1884–1886 według projektu Frédérica-Auguste’a Bartholdiego, Gustave’a Eiffela (konstrukcja) i Richarda Morrisa Hunta (postument).
Dar narodu francuskiego dla narodu amerykańskiego, upamiętniający przymierze obu narodów w czasie wojny o niepodległość Stanów Zjednoczonych. W 1924 został uznany za narodowy pomnik Stanów Zjednoczonych, a w 1984 wpisany na listę światowego dziedzictwa UNESCO. Figuruje również w rejestrze National Register of Historic Places.

## Historia
Pomnik, utrzymany w stylu neoklasycyzmu realistycznego, jest dziełem francuskiego rzeźbiarza Frédérica-Auguste’a Bartholdiego. Przedstawia postać kobiecą trzymającą w prawej dłoni pochodnię, a w lewej tablicę, na której umieszczona jest data uzyskania niepodległości przez Stany Zjednoczone. Wyryte jest dokładnie: JULY IV MDCCLXXVI (4 lipca 1776). Na koncepcję Statuy Wolności miał wpływ obraz Eugène Delacroix – Wolność wiodąca lud na barykady, a jej twarzy Bartholdi nadał rysy własnej matki, lecz ciało wzorował na swojej kochance.
Pomnik był darem rządu francuskiego dla USA w 100-lecie uchwalenia Deklaracji niepodległości. Został wzniesiony we Francji i przekazany w 1884 ambasadorowi amerykańskiemu w Paryżu. Potem rozebrano go na części i wysłano statkiem do Nowego Jorku. Odsłonięcie odbyło się 28 października 1886 i dokonał tego prezydent Grover Cleveland. Jest narodowym pomnikiem USA, zarządzanym przez National Park Service.
Statua Wolności znajduje się na Liberty Island, u ujścia rzeki Hudson. Podstawa pomnika stoi na XIX-wiecznym forcie Wood, o narysie gwiaździstym. Jest własnością federalną administrowaną przez National Park Service i znajduje się na terenie objętym jurysdykcją stanu Nowy Jork.
Na postumencie znajduje się płyta z tekstem sonetu Emmy Lazarus Nowy kolos.

## Dane
- Wysokość: 46,5 m
- Wysokość wraz z cokołem: 93 m
- Waga: 229 ton
- Szerokość w talii: 11 m
- Konstrukcja: ze stali i miedzi, wewnątrz znajdują się dwa ciągi spiralnych schodów prowadzących do punktu widokowego. Trzeci ciąg schodów do pochodni nie jest dostępny dla zwiedzających
Autorem konstrukcji stalowej i podstawy był Gustave Eiffel.
- Piedestał (projektu amerykańskiego architekta Richarda Morrisa Hunta) wysokości 47 m

Posąg stał się symbolem wolnej i bogatej Ameryki dla wielu emigrantów przybywających do Nowego Jorku. Statua stoi na zerwanym łańcuchu, dzierżąc w prawej ręce pochodnię, w lewej zaś tablicę z napisem 4 lipca 1776 Dzień Niepodległości Ameryki.
Statua Wolności skonstruowana jest z miedzi, dlatego w wyniku korozji atmosferycznej jej powłoka okryła się patyną, przez co uzyskała grynszpanowy kolor.

## Zwiedzanie
W wyniku zamachów z 11 września 2001 zamknięto wstęp dla turystów do tarasu widokowego w koronie statuy. 23 maja 2009 wnętrze statuy zostało przywrócone do zwiedzania, wraz z dwoma tarasami widokowymi i prowadzącymi do nich ciągami schodów. Wstęp na najwyższą część ramienia i znicza jest od 1916 niedostępny dla zwiedzających. W październiku 2012 ponownie otwarto koronę dla zwiedzających.